# Béla Rebró
Béla Rebró (20 gennaio 1901 – 12 luglio 1970) è stato un calciatore e allenatore di calcio ungherese, di ruolo centrocampista.

## Carriera
Specializzato nella fase difensiva, non brillava invece quando la sua squadra si trovava ad attaccare. Giocò a lungo per l'MTK Budapest fra gli anni '20 ed i primi anni '30, vincendo due campionati (1925, 1929) ed una Coppa d'Ungheria (1925).
Conta anche sei presenze con la Nazionale ungherese

## Statistiche

### Cronologia presenze e reti in Nazionale
| Cronologia completa delle presenze e delle reti in nazionale ― Ungheria | Cronologia completa delle presenze e delle reti in nazionale ― Ungheria | Cronologia completa delle presenze e delle reti in nazionale ― Ungheria | Cronologia completa delle presenze e delle reti in nazionale ― Ungheria | Cronologia completa delle presenze e delle reti in nazionale ― Ungheria | Cronologia completa delle presenze e delle reti in nazionale ― Ungheria | Cronologia completa delle presenze e delle reti in nazionale ― Ungheria | Cronologia completa delle presenze e delle reti in nazionale ― Ungheria |
| Data                                                                    | Città                                                                   | In casa                                                                 | Risultato                                                               | Ospiti                                                                  | Competizione                                                            | Reti                                                                    | Note                                                                    |
| ----------------------------------------------------------------------- | ----------------------------------------------------------------------- | ----------------------------------------------------------------------- | ----------------------------------------------------------------------- | ----------------------------------------------------------------------- | ----------------------------------------------------------------------- | ----------------------------------------------------------------------- | ----------------------------------------------------------------------- |
| 4-10-1925                                                               | Budapest                                                                | Ungheria                                                                | 0 – 1                                                                   | Spagna                                                                  | Amichevole                                                              | -                                                                       | 25’ 29’                                                                 |
| 14-2-1926                                                               | Bruxelles                                                               | Belgio                                                                  | 0 – 2                                                                   | Ungheria                                                                | Amichevole                                                              | -                                                                       |                                                                         |
| 2-5-1926                                                                | Budapest                                                                | Ungheria                                                                | 0 – 3                                                                   | Austria                                                                 | Amichevole                                                              | -                                                                       | 14’                                                                     |
| 19-9-1926                                                               | Vienna                                                                  | Austria                                                                 | 2 – 3                                                                   | Ungheria                                                                | Amichevole                                                              | -                                                                       |                                                                         |
| 14-11-1926                                                              | Budapest                                                                | Ungheria                                                                | 3 – 1                                                                   | Svezia                                                                  | Amichevole                                                              | -                                                                       |                                                                         |
| 12-6-1927                                                               | Budapest                                                                | Ungheria                                                                | 13 – 1                                                                  | Francia                                                                 | Amichevole                                                              | -                                                                       |                                                                         |
| Totale                                                                  |                                                                         | Presenze                                                                | 6                                                                       |                                                                         | Reti                                                                    | 0                                                                       |                                                                         |

## Palmarès

### Giocatore

#### Competizioni nazionali
- Campionato ungherese: 2

MTK Budapest: 1924-1925, 1928-1929
- Coppa d'Ungheria: 2

MTK Budapest: 1924-1925, 1931-1932